# Краснохуторская ГЭС
Краснохуторская ГЭС — малая ГЭС, самая крупная в каскаде малых ГЭС на р. Синюха (басс. Юж. Буга) в пос. Синюха; мощность 3300 кВт.
Пущена в ноябре 1957 года. Приплотинного типа, с машинным залом. Плотина гравитационная, бетонная, с переливом воды без регулирования. Напор воды: максимальный — 13 метров; расчетный — 12 метров; минимальный — 9,65 метров. Выработка электроэнергии в 2007 году — 8266,3 тыс. кВт•ч., в 2016 году - 10 510, 1 тіс. квт. ч 
1. ↑  Кировоградоблэнерго (KION). Дата обращения: 26 мая 2011. Архивировано 11 ноября 2010 года.
2. ↑  https://web.archive.org/web/20101205190419/http://www.alfabank.com.ua/common/ru/analytics/product/bonds/Kirovogradoblenergo-brief-02-2008.pdf
3. ↑  Краснохутірська гідроелектростанція | Кіровоградобленерго. Дата обращения: 26 мая 2011. Архивировано 5 сентября 2014 года.
4. ↑  РОЗПОРЯДЖЕННЯ ГОЛОВИ ВІЛЬШАНСЬКОЇ РАЙОННОЇ ДЕРЖАВНОЇ АДМІНІСТРАЦІЇ
КІРОВОГРАДСЬКОЇ ОБЛАСТІ від 5 лютого 2008 року № 50-р Про підсумкии виконання програми
соціально-економічного розвитку району за січень — грудень 2007 року
5. ↑  Зведений звіт по виробництву електроенергії ТОВ «Гідроенергоінвест» за 2016 рік.xlsx. Дата обращения: 23 июня 2019. Архивировано 23 июня 2019 года.